# Đường Battery
Đường Battery (tiếng Trung: 炮台里; tiếng Anh: Battery Path; Hán–Việt: Bào di lý) là một con đường chỉ dành người đi bộ nằm dưới Đồi Chính phủ tại Trung Hoàn, Hồng Kông. Nó được đặt theo tên của Murray Battery, và trải dài từ đường Hoàng Hậu Đại đến đường Hoa Viên. Có nhiều địa danh lịch sử nằm ở xung quanh con đường, đáng chú ý nhất là Văn phòng Chính phủ Trung ương trước đây, Tòa nhà Truyền giáo Pháp cũ và Nhà thờ St. John's.

## Lịch sử

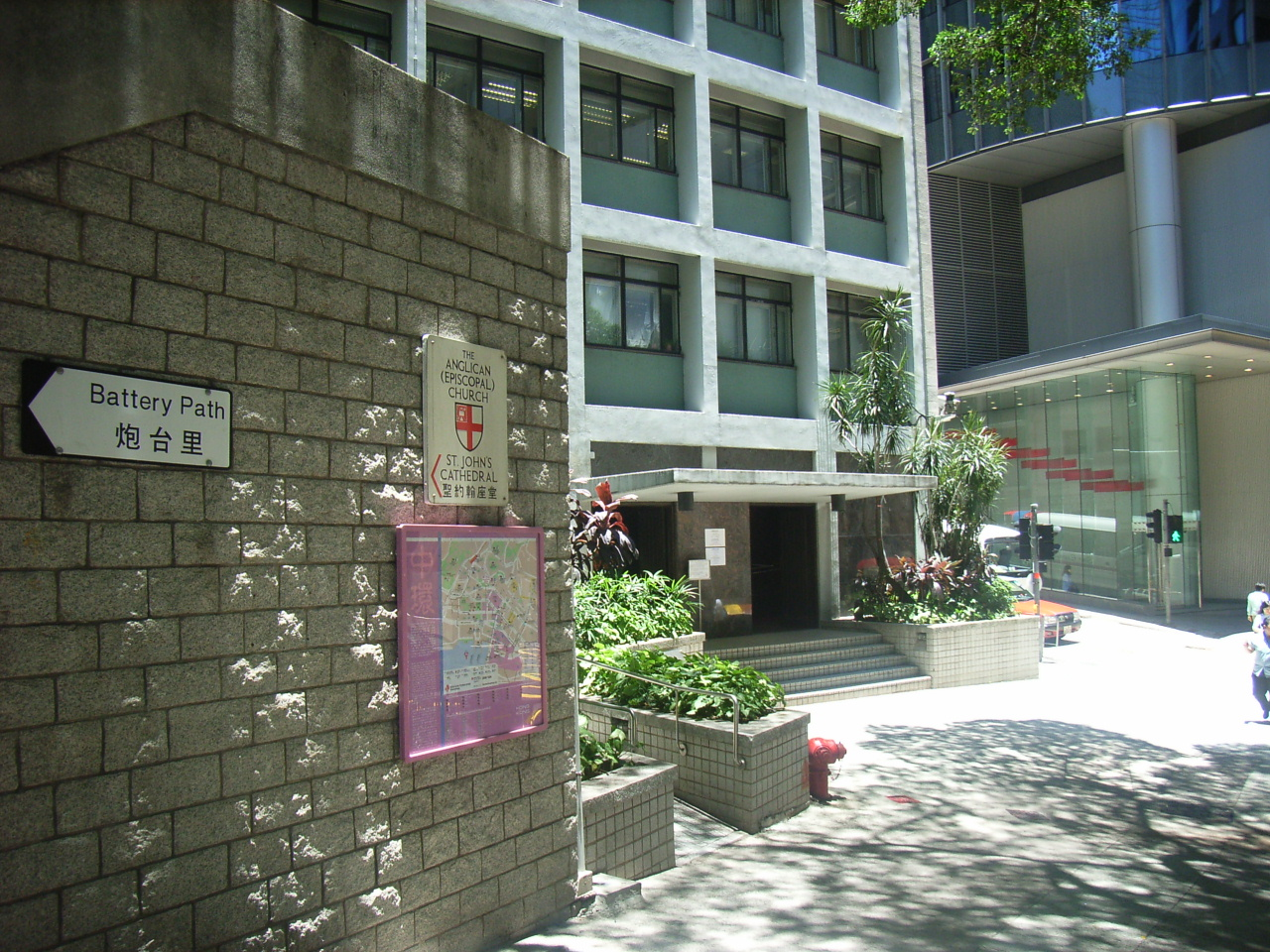
Phần phía tây của Văn phòng Chính phủ Trung ương trước đây nhìn từ đường Battery.

Trong Chiến tranh nha phiến lần thứ nhất, người Anh chiếm Hồng Kông vào năm 1841 và một năm sau đó, lãnh thổ này đã được nhượng lại cho Anh trong Điều ước Nam Kinh. Chính quyền mới đã chọn địa điểm xung quanh con đường Battery ngày nay để xây dựng trụ sở và các công trình phòng thủ. Việc xây dựng trên con đường này đã được hoàn thành vào khoảng năm 1841, với tên gọi là Murray Battery được xây dựng. Vào thời điểm đó, cả con đường đều nằm trên bờ biển của đảo Hồng Kông với cảng Victoria. Tuy nhiên, bây giờ nó nằm sâu hơn nhiều trong đất liền do cải tạo đất kể từ khi hoàn thành con đường.
Trong đầu thế kỷ XX, con đường này rất phổ biến và thường xuyên được các tài xế đi qua, bởi vì họ sẽ tận dụng bóng mát của cây đa nằm dọc hai bên đường.

## Đặc điểm
Từ đầu phía tây của nó, đường Battery bắt đầu tại ngã ba giữa đường Đại Hoàng Hậu  và đường Tuyết Xưởng. Nó tách ra khỏi con đường chính thông qua một loạt các các con dốc nâng con đường phía trên đường Đại Hoàng Hậu; bên cạnh phần phía tây của Văn phòng Chính phủ Trung ương trước đây. Đi dọc theo con đường, ta có thể thấy Tòa nhà Truyền giáo Pháp cũ. Con đường kết thúc tại giao lộ với đường Hoa Viên, nơi tọa lạc Nhà thờ St. John.